# Junior Jongensboeken
Junior Jongensboeken was de naam van een boekenreeks, uitgegeven door N.V. Uitgeverij De Verkenner in Baarn in samenwerking met de Nederlandse Padvinders. 
Deze in 1950 begonnen en tot 1963 lopende reeks bevat 156 kleine pocketboekjes voor jongens, met indianen-, woudlopers-, ontdekking-, detective-, piraten- en ruimte-vaartverhalen. Negen titels werden nogmaals onder een nieuw nummer uitgebracht. In feite bevat de serie 147 titels.

## Uitgaven
- 1 - Norman Lee - De schaduw (zie 116)
- 2 - Norman Lee - Het legioen van de adelaar (zie 132)
- 3 - Norman Lee - De spookpiraat (zie 124)
- 4 - Norman Lee - De zwarte hertog (zie 138)
- 5 - A. Vorster - De ondergang van de Woestduyn
- 6 - Roel Dijkstra - De zilveren vleugel
- 7 - Robert Leighton - Kiddie (zie 109)
- 8 - R.L. Stevenson - Goudeiland (zie 120)
- 9 - W. Hastings Miller - De eenzame woudloper
- 10 - Robert Leighton - Prairie jongen(zie 128)
- 11 - N.R. Syme - De kapers van Elisabeth
- 12 - Roy Fuller - Ik hoorde een schot
- 13 - Norman Lee - Paul Vassar, geheim agent (zie 142)
- 14 - Norman Lee - De geest van Jerry Moonlight (zie 153)
- 15 - William Marshall Rush - De rode vos van Kinapoo
- 16 - Will C. Burger - Jacht op uranium
- 17 - Olive Burt - De pelsjager
- 18 - C. Bernard Rutley - Goudland
- 19 - Douglas V. Duff - De verdwenen admiraal
- 20 - Douglas V. Duff - De eerste reis van de Gouden Haan
- 21 - Julian Watson - Duivelseiland
- 22 - R.L. Stevenson - Ontvoerd
- 23 - David Gammon - Het geheim van het heilige meer
- 24 - Kensil Bell - De rebel
- 25 - Norman Lee - Johnny Carew bij de geheime dienst
- 26 - West Lathrop - Zeerover tegen wil en dank
- 27 - Norman Lee - Het schip der vermisten
- 28 - C. Bernard Rutley - Goud en lava
- 29 - Prof. A.M. Low - Stuurloos in de stratosfeer
- 30 - Norman Lee - Het spookschip
- 31 - Stevens en Kendall - Het teken van de luipaard
- 32 - Laurie D. Erskine - De man uit het noorden
- 33 - George F. Clarke - David Cameron
- 34 - Jean Marsh - Het geheim van de Pygmee'n
- 35 - C. Bernard Rutley - Het verboden rijk
- 36 - Robert Leighton -  Zachtvoet van de Zilverkreek
- 37 - Richard Marsten - In de greep van de dinosaurus
- 38 - C. Bernard Rutley - De schat in de Himalaya
- 39 - M.E. Patchett - Ruimte-piraten
- 40 - Robert Leighton - Vondeling op de Witte Buffel
- 41 - John Marsh - Ontvoerd op een smokkelschip
- 42 - C. Bernard Rutley - De Spaanse papegaai
- 43 - Richard Marsten - Per raket  naar de maan
- 44 - Jack O'Brien - Zilverwolf
- 45 - Will C. Burger - Gevangen in de pyramide
- 46 - Sir Walter Scott - Ivanhoe
- 47 - Bruce Campbell - De stenen olifant spreekt
- 48 - Robert Leighton - Kiddie keert terug
- 49 - Robert Leighton - Ratelslang bevrijd
- 50 - L. York Erskine - Renfrew maakt schoon schip
- 51 - Jack Vance - Vrijbuiters in het heelal
- 52 - C. Bernard Rutley - De gouden ring
- 53 - Bruce Campbell - Het mysterie van de zwarte duim
- 54 - Majoor J.T. Gorman - In de oerwouden van Birma
- 55 - Richard M. Elam Jr. - Avonturen op Mars
- 56 - Norman Lee - Naar de ijsvelden van de Zuidpool
- 57 - M.G. Schenk (bew.) - Robin Hood
- 58 - Gilbert Dalton - Operatie mistral
- 59 - Shannon Garst - Haska, de blanke indiaan
- 60 - C. Bernard Rutley - Gevaar in de rimboe
- 61 - Robert Leighton - Het avontuur van sergeant Silk
- 62 - Jules Verne - 20.000 mijlen onder zee
- 63 - Jack O'Brien - Flits van de zwarte rivier
- 64 - Sir Walter Scott - Rooie Rob
- 65 - Percy F. Westerman - De robijn van de Dalan
- 66 - Will C. Burger - Het verzonken werelddeel
- 67 - West Lathrop - De indianen te slim af
- 68 - M.E. Patchett - Noodlanding op Venus
- 69 - Leonard Gribble - Juniorreporter Dermot
- 70 - Philip Briggs - Het orchidee'n-eiland
- 71 - Bruce Campbell - Het cobra-mysterie
- 72 - William Morrison - Mel Oliver naar Mars
- 73 - Ivy Bolton - Witte Adelaar
- 74 - Cristian Petersen - Piraten in de Cara•bische Zee
- 75 - R. L. Stevenson - Avonturen van David Balfour
- 76 - Athur Wyborn - De geheimzinnige dalen
- 77 - J. Paul Loomis - Het spoor van de bonte hengst
- 78 - John Gunn - Het spionneneiland
- 79 - Bruce Campbell - Het geheim van Skelet-eiland
- 80 - Jack Cox - De schipbreuk van de Muntjac
- 81 - Robert Leighton - HarveyÕs vuurdoop
- 82 - Alan E. Nourse - Opstand op Titan
- 83 - David J. Gammon - Storm dreigt over China
- 84 - Jules Verne - Naar het middelpunt der aarde
- 85 - Jules Verne - Michael Strogoff
- 86 - John Blaine - In de schaduw van de raket
- 87 - Frank  Crisp - De schat van Chapalulu
- 88 - Douglass V. Duff - Luchtpiraten
- 89 - Jules Verne - De reis om de wereld in 80 dagen
- 90 - Eloise  J. McGraw - Door indianen opgevoed
- 91 - Arthur Catharall - Zeerovers bij Labrador
- 92 - Bruce Campbell - De jacht op de kreeftpiraten
- 93 - Jules Verne - De reis naar de maan
- 94 - Warren Hastings Miller - De tijgerbrug
- 95 - John Gunne - Strijd in de Zuidpoolzee
- 96 - Jack O'Brien - Rode koning
- 97 - Philip St. John - Raket jockey
- 98 - James Shaw - Het luipaardmasker
- 99 - Robert Leighton - Woellie van de Hudsonbaai
- 100 -	Jules Verne - Een kapitein van 15 jaar: deel I
- 101 -	Jules Verne - Een kapitein van 15 jaar: deel II
- 102 -	A. Cecil Hampshire - De drakeklauwen
- 103 -	J.E. Marsh - Op het spoor van de Albatros
- 104 -	Showell Styles - Tijger-patrouille
- 105 -	Bruce Campbell - Het geheim van de oude ru•ne
- 106 -	James Stagg - De vallei de stilte
- 107 -	Lester del Rey - Gestrand op Mars
- 108 -	Les Savage Jr. - De spookhengst
- 109 -	Robert Leighton - Kiddie
- 110 -	Will C. Burger - Het dal van de dode hand
- 111 -	John Blaine - De verborgen stad
- 112 -	Philip Briggs - De planeet der stilte
- 113 -	Geo E. Rochester - Met slaande trom
- 114 -	Showell Styles - Tijger-patrouille op zee
- 115 -	F.A.M. Webster - De ivoren talisman
- 116 -	Norman Lee - De schaduw
- 117 -	Patrick Moore - Onraad op Mars
- 118 -	Bruce Campbell - Het geheim van het ijzeren kistje
- 119 -	G.A. Henty - De gestolen mustang
- 120 -	R.L. Stevenson - Goudeiland
- 121 -	G.A. Henty - Beric de Brit
- 122 -	Brian Andreae - De verdwenen diplomaat
- 123 -	John Gunn - Duikboteneiland
- 124 -	Norman Lee - De spookpiraat
- 125 -	Bruce Campbell - Het geheim van de groene vlam
- 126 -	Stuart Campbell - De geheimzinnige mijn
- 127 -	Showell Styles - Tijger-patrouille ontsnapt
- 128 -	Robert Leighton - Prairiejongen
- 129 -	Robert Heinlein - Emigranten voor een planeet
- 130 -	John Blaine - Avontuur in de Stille Zuidzee
- 131 -	Jo Sykes - De schapendoder ontmaskerd
- 132 -	Norman Lee - Het legioen van de adelaar
- 133 - Bruce Campbell - Spooklichten
- 134 - D.M. Symonds - De brief van de prins
- 135 - Mark Miller - De geheimzinnige lading
- 136 - Conon Fraser - De groene draak
- 137 - Showell Styles - Tijger-patrouille zet door
- 138 - Norman Lee - De zwarte hertog
- 139 - John Maurice - Het valse paspoort
- 140 - Charles Strong - Ranger ontmaskert de smokkelaars
- 141 - Mark Miller - Gevangene van de Sioux
- 142 - Norman Lee - Paul Vassar, geheim agent
- 143 - John Gunn - Het commando van Peter Kent
- 144 - Rex Gutridge - Door oerwoud en steppe
- 145 - John Gunn - Stad in gevaar
- 146 - Ronald Seth - Raketten op Maaneiland
- 147 - Andy Adams - Het mysterie v.d. Braziliaanse goudmijn
- 148 - Dan Scott - Het spookravijn
- 149 - Albert G. Miller - Zilverwolf volgt het spoor
- 150 - Bruce Campbell - Het geheim van het hollende paard
- 151 - Ronald Seth - Operatie zeeoor
- 152 - Leighton Houghton - De spookstal
- 153 - Norman Lee - De geest van Jerry Moonlight
- 154 - Andy Adams - Het mysterie van de Chinese ring
- 155 - Rowland Walker - Dwars door Indianenland
- 156 - Angus McVicar - De schat van Ranavalona